# シュラッグ
シュラッグはウエイトトレーニングの基本的種目の一つ。僧帽筋上部および中部の筋肥大を促し、筋力を高めることができる。

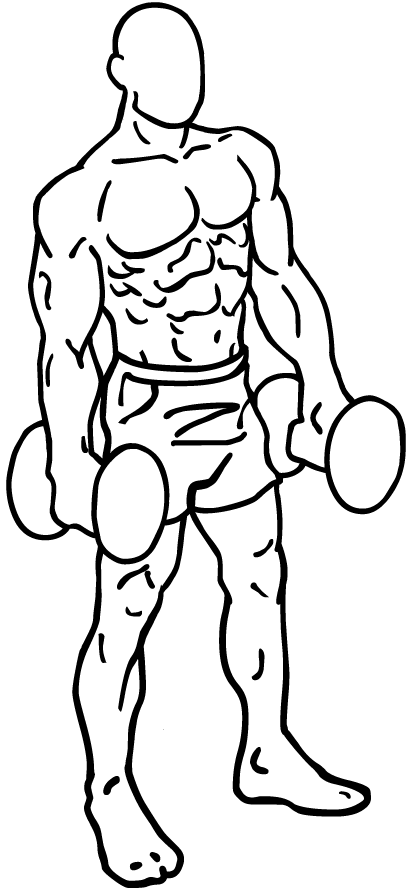
ダンベル・シュラッグ(スタート)

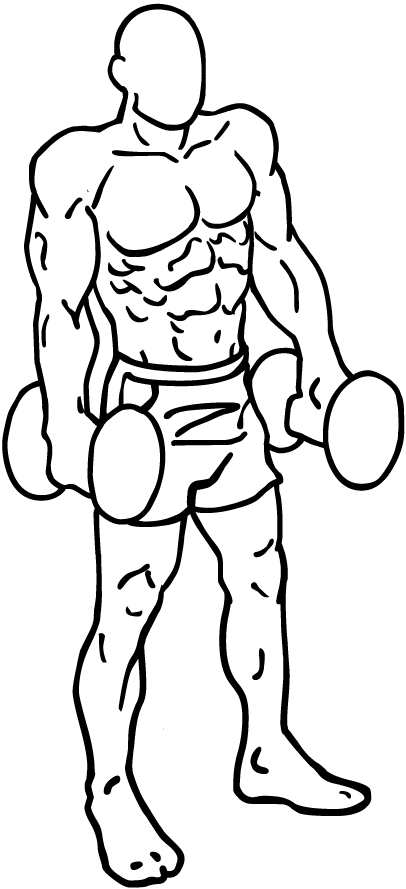
ダンベル・シュラッグ(フィニッシュ)

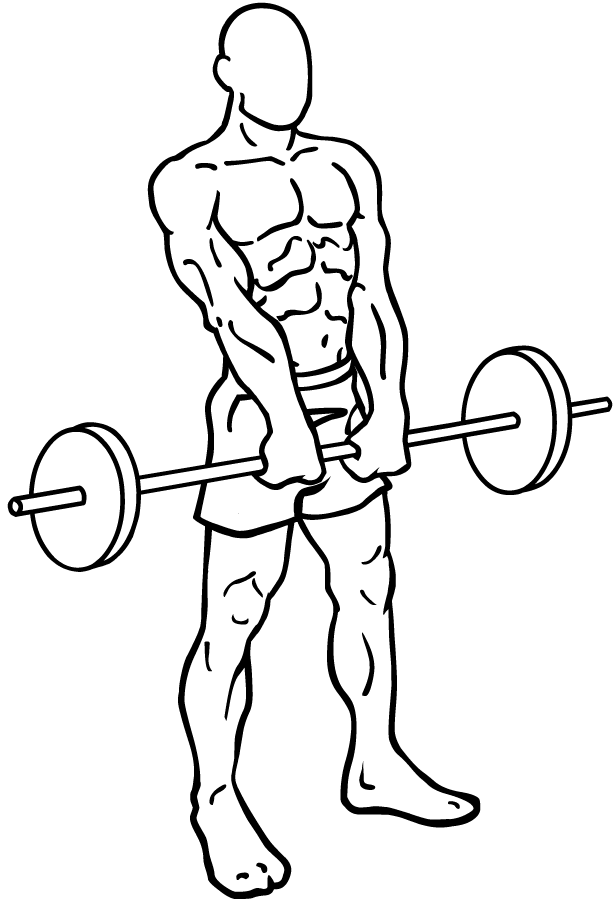
バーベル・シュラッグ(スタート)

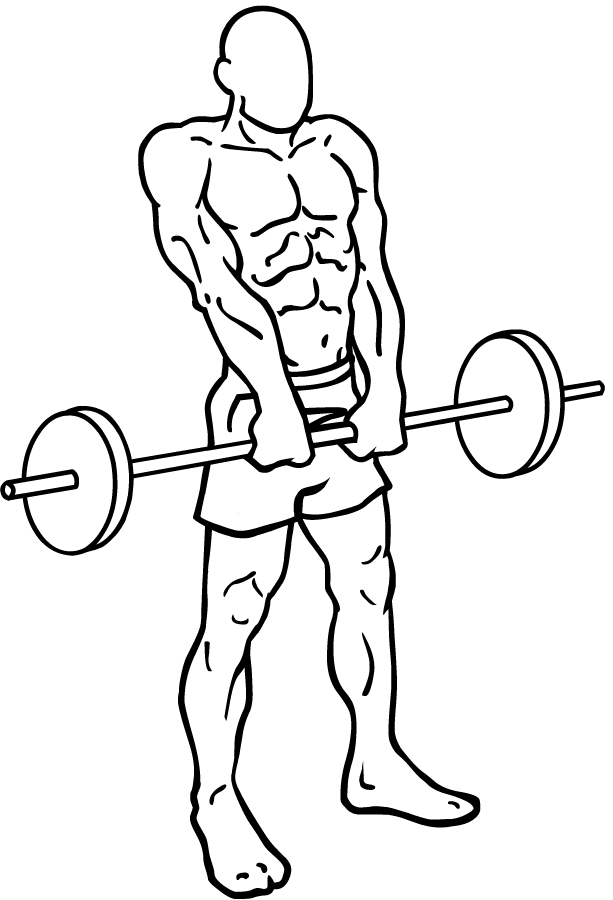
バーベル・シュラッグ(フィニッシュ)

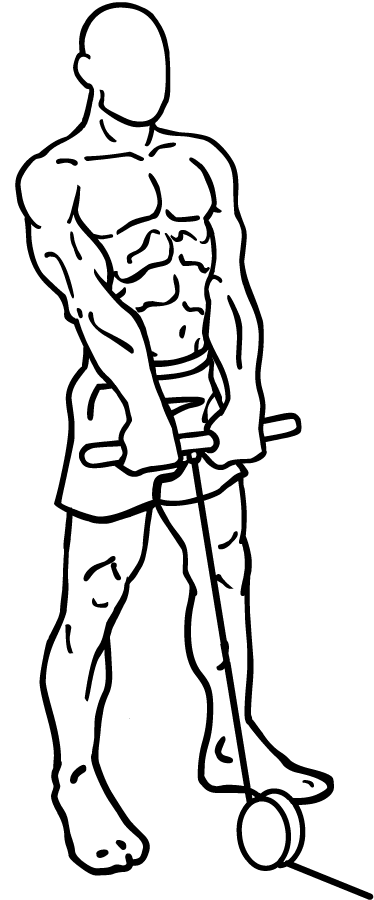
ケーブル・シュラッグ(スタート)

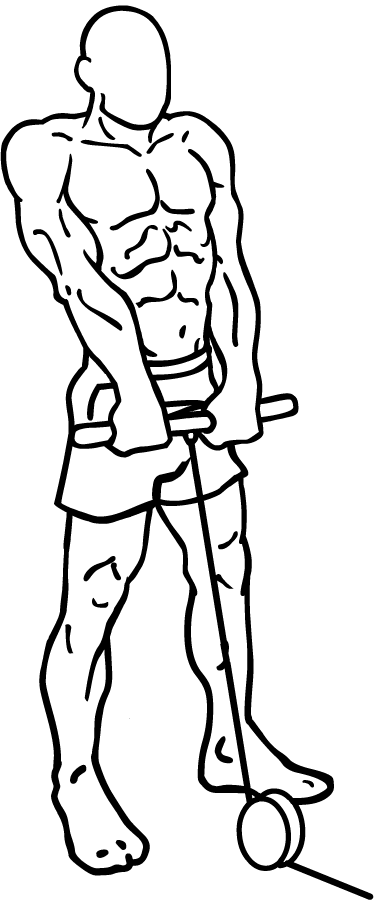
ケーブル・シュラッグ(フィニッシュ)

## 具体的動作

### ダンベル・シュラッグ
1. 適当な重量のダンベルを両手に持って立ち、上体を15°程度前傾させる。
2. 腕を伸ばしたまま肩を真上に上げる。
3. 2と逆の動作で1の体勢に戻る。
4. 2~3を繰り返す。

### バーベル・シュラッグ
1. 適当な重量のバーベルを両手に持って立ち、上体を15°程度前傾させる。
2. 腕を伸ばしたまま肩を真上に上げる。
3. 2と逆の動作で1の体勢に戻る。
4. 2~3を繰り返す。

### バーベル・ビハインド・シュラッグ
1. 適当な重量のバーベルを両手に持って立つ。バーベルは体の後ろに持つ。
2. 腕を伸ばしたまま肩を真上に上げる。
3. 2と逆の動作で1の体勢に戻る。
4. 2~3を繰り返す。

### ケーブル・シュラッグ
1. ロープーリーにストレートバーをセットする。
2. ハンドルを両手に持って立つ。
3. 腕を伸ばしたまま肩を真上に上げる。
4. 3と逆の動作で1の体勢に戻る。
5. 3~4を繰り返す。